# Lyt til en klagesang
|  | Denne artikel er oprettet af botten Steenthbot ud fra en ekstern database. Den kan derfor have sproglige fejl eller mangler. Denne skabelon kan fjernes efter kontrol af indholdet. |

Lyt til en klagesang er en dansk dokumentarfilm fra 1984 instrueret af Peter Robinson og efter manuskript af Denis Norden.